# Liste des sites Natura 2000 de l'Aisne
Cet article recense les sites Natura 2000 de l'Aisne, en France.

## Statistiques
L'Aisne compte 18 sites classés Natura 2000. 13 bénéficient d'un classement comme site d'importance communautaire, 5 comme zones de protection spéciale.

## Liste
| Site                                                | Type | Superficie (ha) | Fiche     | Coordonnées                      | Photo |
| --------------------------------------------------- | ---- | --------------- | --------- | -------------------------------- | ----- |
| Bocage du Franc Bertin                              | SIC  | +00132,         | FR2200388 | 49° 45′ 17″ nord, 4° 13′ 06″ est |       |
| Collines du Laonnois Oriental                       | SIC  | +01 378,        | FR2200395 | 49° 31′ 38″ nord, 3° 43′ 25″ est |       |
| Coteaux calcaires du Tardenois et du Valois         | SIC  | +00329,         | FR2200399 | 49° 15′ 50″ nord, 3° 32′ 04″ est |       |
| Coteaux de la vallée de l'Automne                   | SIC  | +00623,         | FR2200566 | 49° 17′ 49″ nord, 2° 50′ 25″ est |       |
| Domaine de Verdilly                                 | SIC  | +00594,         | FR2200401 | 49° 04′ 14″ nord, 3° 26′ 33″ est |       |
| Landes de Versigny                                  | SIC  | +00233,         | FR2200391 | 49° 38′ 16″ nord, 3° 27′ 29″ est |       |
| Marais de la Souche et forêt de Samoussy            | SIC  | +02 750,        | FR2200390 | 49° 36′ 10″ nord, 3° 50′ 31″ est |       |
| Massif forestier de Retz                            | SIC  | +00848,         | FR2200398 | 49° 16′ 30″ nord, 3° 11′ 00″ est |       |
| Massif forestier de Saint-Gobain                    | SIC  | +00434,         | FR2200392 | 49° 33′ 21″ nord, 3° 24′ 57″ est |       |
| Massif forestier d'Hirson                           | SIC  | +01 017,        | FR2200386 | 49° 56′ 52″ nord, 4° 09′ 31″ est |       |
| Massif forestier du Regnaval                        | SIC  | +00133,         | FR2200387 | 49° 55′ 06″ nord, 3° 51′ 12″ est |       |
| Prairies alluviales de l'Oise de la Fère à Sempigny | SIC  | +03 013,        | FR2200383 | 49° 35′ 00″ nord, 3° 11′ 00″ est |       |
| Tourbière et coteaux de Cessieres Montbavin         | SIC  | +00683,         | FR2200396 | 49° 32′ 43″ nord, 3° 30′ 54″ est |       |
| Forêts de Thiérache : Hirson et Saint-Michel        | ZPS  | +07 407,        | FR2212004 | 49° 56′ 22″ nord, 4° 07′ 44″ est |       |
| Forêts picardes : massif de Saint-Gobain            | ZPS  | +11 771,        | FR2212002 | 49° 34′ 41″ nord, 3° 25′ 30″ est |       |
| Marais d'Isle                                       | ZPS  | +00045,         | FR2210026 | 49° 51′ 16″ nord, 3° 18′ 53″ est |       |
| Marais de la Souche                                 | ZPS  | +02 410,        | FR2212006 | 49° 37′ 02″ nord, 3° 50′ 08″ est |       |
| Moyenne vallée de l'Oise                            | ZPS  | +05 626,        | FR2210104 | 49° 34′ 00″ nord, 3° 09′ 00″ est |       |